# Liberty X
Liberty X (initialement appelé Liberty) est un groupe de pop anglaise constitué de Michelle Heaton, Tony Lundon, Kevin Simm, Jessica Taylor et Kelli Young.
À l'origine, les 5 membres du groupe faisaient partie des finalistes de l'émission de téléréalité Popstars UK. Michelle, Tony, Kevin, Jessica et Kelli n'ayant pas été retenus pour former le groupe vainqueur Hear'Say, ils ont décidé de se réunir pour créer leur propre groupe, Liberty. Après deux singles et une action en justice perdue contre un  autre groupe déjà nommé Liberty, ils se sont renommés Liberty X.
Le groupe sort le 27 mai 2002 son premier album Thinking It Over, contenant leur plus grand hit, Just a Little, qui s'est très bien vendu en Europe[réf. nécessaire]. Les singles suivants, bien que leurs succès européen soient moindres, leur permettent d'obtenir quelques Top 20 dans les charts UK.
Ils publient leur deuxième album studio Being Somebody un an plus tard, le 3 novembre 2003. Après des ventes décevantes, leur maison de disque V2 ne renouvela pas leur contrat et le groupe signa chez Virgin Records. Leur dernier album, X, sort le 10 octobre 2005. Le succès n'étant plus au rendez-vous, les membres décident de dissoudre Liberty X début 2007. Cependant, ils se réunissent un an plus tard, en 2008, pour un show unique.
Le 18 octobre 2012, l'émission de télé-réalité The Big Reunion annonce la présence au casting de Liberty X aux côtés d'autres groupes de pop anglaise comme B*Witched, Atomic Kitten et Five.

## Albums
| Thinking It Over                                                      | - Released: May 27, 2002 - Label: V2 - Formats: CD, cassette                 | 3  | 101 | 23 | 52 | 25 | 71 | - BPI: 2× Platinum |
| Being Somebody                                                        | - Released: November 3, 2003 - Label: V2 - Format: CD, cassette              | 12 | 195 | 54 | —  | —  | —  | - BPI: Gold        |
| X                                                                     | - Released: October 27, 2005 - Label: Virgin - Formats: CD, digital download | 27 | —   | —  | —  | —  | —  |                    |
| "—" signale les productions non classées ou non sorties dans le pays. |                                                                              |    |     |    |    |    |    |                    |

## Singles

### Singles du groupe
| Titre                                                                 | Année | Classements | Classements | Classements | Classements | Classements | Classements | Classements | Classements | Classements | Classements | Certifications                                            | Album            |
| Titre                                                                 | Année | UK          | AUS         | BEL         | FRA         | GER         | IRE         | NL          | NZ          | SWI         | UKN         | Certifications                                            | Album            |
| --------------------------------------------------------------------- | ----- | ----------- | ----------- | ----------- | ----------- | ----------- | ----------- | ----------- | ----------- | ----------- | ----------- | --------------------------------------------------------- | ---------------- |
| Thinking It Over                                                      | 2001  | 5           | 81          | —           | —           | —           | 29          | —           | —           | —           | —           |                                                           | Thinking It Over |
| Doin' It                                                              | 2001  | 14          | —           | —           | —           | —           | —           | —           | —           | —           | —           |                                                           | Thinking It Over |
| Just a Little                                                         | 2002  | 1           | 4           | 11          | 12          | 24          | 2           | 5           | 2           | 16          | —           | - BPI: Gold - ARIA: Platinum - SNEP: Silver - RIANZ: Gold | Thinking It Over |
| Got to Have Your Love                                                 | 2002  | 2           | 75          | 4           | —           | —           | 8           | 21          | 39          | —           | 9           |                                                           | Thinking It Over |
| Holding On for You                                                    | 2002  | 5           | —           | 15          | —           | 78          | 20          | 36          | —           | 47          | 3           |                                                           | Thinking It Over |
| Being Nobody (with Richard X)                                         | 2003  | 3           | 36          | 26          | 88          | 79          | 9           | 50          | 49          | —           | 8           |                                                           | Being Somebody   |
| Jumpin                                                                | 2003  | 6           | 78          | 3           | 56          | —           | 16          | 55          | —           | —           | 17          |                                                           | Being Somebody   |
| Everybody Cries                                                       | 2004  | 13          | —           | —           | —           | —           | 24          | —           | —           | —           | 7           |                                                           | Being Somebody   |
| Song 4 Lovers                                                         | 2005  | 5           | 76          | 3           | —           | —           | 5           | —           | —           | —           | 7           |                                                           | X                |
| A Night to Remember                                                   | 2005  | 6           | 94          | 42          | —           | —           | 19          | —           | —           | —           | 11          |                                                           | X                |
| X                                                                     | 2006  | 47          | —           | —           | —           | —           | 41          | —           | —           | —           | 10          |                                                           | X                |
| "—" signale les productions non classées ou non sorties dans le pays. |       |             |             |             |             |             |             |             |             |             |             |                                                           |                  |

### Singles en tant que Featuring
| Fresh (Kool & the Gang featuring Liberty X)                           | 2004 | — | 35 | 3 | The Hits: Reloaded |
| "—" signale les productions non classées ou non sorties dans le pays. |      |   |    |   |                    |